# Biblioteca del Senato
La Biblioteca del Senato della Repubblica "Giovanni Spadolini", comunemente Biblioteca del Senato, è una delle due biblioteche del Parlamento italiano, riunite in Polo bibliotecario parlamentare.

## Storia
Il Senato del Regno di Sardegna nacque il 4 marzo 1848. Due mesi dopo, l'8 maggio, la biblioteca fu istituita nella sede torinese del Senato, Palazzo Madama.
Nel 1865 la Biblioteca si trasferì, con il Senato, da Torino a Firenze e nel 1871 da Firenze a Roma: qui fu ospitata nella torre dei Crescenzi, incorporata nel complesso architettonico di palazzo Madama, e dal 1890 al 2003 i suoi utenti si valsero della Sala Koch, che "è stata per oltre un secolo il luogo centrale, e in un certo senso il simbolo, della Biblioteca del Senato".
Accanto alle collezioni strettamente inerenti all'attività legislativa, la Biblioteca del Senato manifestò progressivamente una specifica, seconda vocazione per la cultura storico-giuridica, sviluppando un patrimonio bibliografico unico nel suo genere. Negli anni intorno all'Unità nazionale iniziarono infatti a confluire nella biblioteca i suoi più peculiari e rari fondi speciali: il Fondo Antico di Storia locale, la Raccolta degli Statuti, le Leggi degli Antichi Stati Italiani.
L'idea di un profondo rinnovamento è da attribuire a Giovanni Spadolini, che progettò lo spostamento della sede in un edificio autonomo, suscettibile di dare accesso al pubblico. Sotto la sua presidenza, il Senato della Repubblica si indirizzò - a tal fine - all'ultimo edificio dell'Insula Sapientiae ancora destinato a sede ministeriale e, nel 1991, acquisì il Palazzo della Minerva.
(Giovanni Spadolini)
Negli anni Novanta si svolse la ristrutturazione del palazzo, parallelamente allo svolgimento dei suoi compiti istituzionali, alla pianificazione del trasferimento dell'imponente patrimonio librario, all'elaborazione di un progetto culturale per la biblioteca rinnovata che tenesse conto di un coordinamento con l'ormai adiacente Biblioteca della Camera e della volontà di aprire la consultazione al pubblico.
L'inaugurazione della Biblioteca e l'intestazione a Giovanni Spadolini avvennero il 19 giugno 2003, alla presenza del presidente del Senato Marcello Pera e del presidente della Repubblica Carlo Azeglio Ciampi. Il 21 giugno dello stesso anno fu aperta al pubblico.
Il 12 febbraio 2007 il presidente del Senato Franco Marini e il presidente della Camera dei Deputati Fausto Bertinotti hanno inaugurato il Polo bibliotecario parlamentare, che mette in relazione con la generalità del pubblico due biblioteche cui, per più di un secolo, avevano avuto accesso solo utenti interni o autorizzati.

## Funzioni
Già i primi regolamenti del Senato regio attestano una specifica attenzione per la biblioteca, nell'ambito dell'amministrazione della Camera alta. Nel regolamento del 1883 fu recepita la proposta del senatore Luigi Cibrario, formulata fin dal 1863, di istituire una commissione di vigilanza sulla biblioteca. 
Nel 1892 fu introdotto il primo regolamento interno della biblioteca. Il regolamento del 1900 scorporò dalla Biblioteca le funzioni, che sarebbero poi diventate dell'Archivio storico del Senato della Repubblica. 
Presso la Biblioteca del Senato, ha sede la De Statutis Society costituitasi in associazione nel maggio 2018: è l'ente erede del Comitato italiano per gli studi e le edizioni delle fonti normative storiche locali (CISEFN), che era stato fondato nel 1993.

## Raccolte librarie
Accanto alle raccolte di supporto all'attività legislativa, la Biblioteca del Senato conserva un patrimonio librario e documentario di notevole interesse storico e bibliologico, frutto di acquisti, lasciti e donazioni, che comprende oggi oltre mille manoscritti, circa cento incunaboli e diverse migliaia di edizioni a stampa antiche. Si possono individuare tre categorie principali.

### Legislazione preunitaria e fondi di diritto comune
Comprende la notissima Raccolta degli statuti e i fondi Leggi degli Antichi Stati Italiani (L.A.S.), Marinuzzi - Antico diritto siciliano, Filippo Vassalli, Ennio Cortese e Diritto comune.

### Storia locale
In particolare il Fondo antico di storia locale e il Fondo dalmata Cippico-Bacotich.

### Fondi personali, manoscritti e carte autografe
Sono presenti alcuni fondi librari e documentari appartenuti a senatori, studiosi ed esponenti della politica e della cultura italiana dei secoli XIX-XX, una organica raccolta di carte autografe del medesimo periodo, e un fondo eterogeneo di manoscritti non statutari dei secoli XIII-XX. Si distinguono i fondi dei senatori Alessandro Chiappelli, Alessandro D'Ancona, Francesco D'Onofrio, Amintore Fanfani, Roberto Ghiglianovich
e di altri personaggi celebri come Victor Zaslavsky.

## Direttori
Direttori della Biblioteca del Senato dalla fondazione:
- Giovanni Flechia, maggio 1848 - giugno 1863
- Enrico Franceschi, giugno 1863 - febbraio 1881
- Giacinto Menozzi, febbraio 1881 - dicembre 1885
- Antonio Martini, luglio 1887 (fino a giugno 1894 bibliotecario reggente) - aprile 1904
- Fortunato Pintor, 1905 (fino al 1907 come reggente) - gennaio 1929
- Corrado Chelazzi, febbraio 1929 - maggio 1941
- Mario Bori, aprile 1942 (reggente dal 1941) - agosto 1944
- Corrado Chelazzi (incaricato di soprintendere alla Biblioteca), settembre 1944 - luglio 1945
- Carmine Starace, agosto 1945 - marzo 1955
- Giuseppe Pierangeli, giugno 1955 - novembre 1971
- Vittorio Emanuele Giuntella, 1971 - 1973
- Enrico Zampetti, 1975 - 1978[12][13]
- Carlo Chimenti, negli anni ottanta
- Maria Teresa Bonadonna Russo, negli anni novanta
- Paolo De Ioanna, maggio 2000 - gennaio 2001
- Giovanni Corradini, 2004 - 2006
- Sandro Bulgarelli, 2007 - 2013
- Renata Giannella, 2013 - 2014
- Giuseppe Filippetta, 2015 - 2017